# Siebenmühlental (Naturschutzgebiet)
Das Naturschutzgebiet Siebenmühlental liegt auf dem Gebiet der Stadt Waldenbuch und der Gemeinde Steinenbronn im Landkreis Böblingen sowie der Städte Filderstadt und  Leinfelden-Echterdingen im Landkreis Esslingen in Baden-Württemberg. Es wurde vom Regierungspräsidium Stuttgart am 6. Oktober 2010 durch Verordnung ausgewiesen.

## Lage und Beschreibung
Das Gebiet liegt im „Siebenmühlental“ genannten Tal des Reichenbachs zwischen der Seebruckenmühle im Nordwesten und der etwa 6 km entfernten Burkhardtsmühle im Südosten. Es gehört zum Naturraum Schönbuch und Glemswald. Die Talhänge sind überwiegend bewaldet, in der Talsohle befinden sich neben einem gewässerbegleitenden Auwaldstreifen auch einige Wiesen. Das schmale, langgestreckte Naturschutzgebiet umfasst fast ausschließlich die Talsohle des Reichenbachtals und dessen Talhänge, nur östlich von Steinenbronn weitet sich das Naturschutzgebiet etwas auf und umfasst mit den Gewannen Bastard und Krummensteigwiesen auch Flächen oberhalb des eigentlichen Tals.

## Schutzzweck
Schutzzwecke sind lt. Schutzgebietsverordnung:
- Schutz des Landschaftsbildes mit allen seinen einmaligen Oberflächenformen
- Schutz des kleinräumigen Mosaiks von Bodenoberflächen einschließlich der Förderung großräumiger Grünlandflächen
- Schutz der Fließ- und Stillgewässer und sonstiger Biotope, Vorsorgesicherung für Biotopentwicklungs- und Artenschutzmaßnahmen
- Erhaltung, Förderung, Entwicklung und Wiederherstellung des reichhaltigen Biotop- und Artenpotenzials der wild lebenden Pflanzen- und Tierarten
- Schutz und Überlieferung der historischen Kulturlandschaft

## Zusammenhängende Schutzgebiete

### Schonwald
Gemeinsam mit dem Naturschutzgebiet wurde auch der Schonwald Siebenmühlental ausgewiesen. Dieser umgibt das Naturschutzgebiet und umfasst 358 Hektar Waldfläche.

### Weitere Schutzgebiete
Das Naturschutzgebiet ist Bestandteil des FFH-Gebiets Glemswald und Stuttgarter Bucht und liegt zudem im Landschaftsschutzgebiet Glemswald. Innerhalb des Naturschutzgebietes liegen die flächenhaften Naturdenkmale Auwald im Reichenbacher Tal und Feuchtbiotop Reichenbachtal.